# 伏木曳山祭
伏木曳山祭（ふしきひきやままつり）は、富山県高岡市伏木地区にて毎年5月の第3土曜日に行われる、江戸時代後期より続く、海岸鎮護・海上安全の神である伏木神社の春季例大祭。7基の山車が出て、夜にはこの祭り最大の見どころである「かっちゃ」または「かっちゃい」（かち合いが変化したもの）といわれる、山車同士のぶつけ合いが行われる勇壮な日本三大喧嘩祭りのひとつとされ、「伏木のけんか山」の別名で親しまれており、毎年約9万人の観客でにぎわう。なお前日の金曜日には、夕刻すぎより前夜祭として「宵山ライトアップ」が行われる。

## 概要
天平の時代には越中の国府がおかれ、万葉集の編纂者でもある大伴家持が国主として赴任した伏木は、大伴家持が数多く唄を詠んだ越中万葉の里として、また江戸時代には北前船で繁栄した港町として、そして現在は国際拠点港湾、特定港に指定されている港町である。かつて海岸沿いに神明社が置かれていたが波の浸食によってさらわれたため、現在の場所に1813年（文化10年）伏木神社として遷座された際に、神幸供奉のため曳山が創建されたといわれる。1916年（大正6年）までは9月25日に行なわれていた。
祭礼の約一週間前に山車の倉出しが行われ、各町内を曳き回す。各町の山車は通常9から10段ある提灯の内、4から5段の提灯を上部に付け、何らかの山車の部位の新調をおこなった町はすべての提灯を付けて曳かれる。その後前夜祭までに、ご神体や提灯山の際外される曳山彫刻の取り付け、かっちゃで必要な付長手（つけながて）の付け替えなどが行われる。
金曜日の前夜祭は1998年（平成10年）より行なわれているもので、19時より山倉前に7基すべての花山車が並ぶ「宵山ライトアップ」が行われ、お囃子なども聞くことができる。なお、2016年（平成28年）は十七軒町曳山の完成を記念し、かっちゃの会場でもある本町広場で行われた。また金曜日の昼間には、各町が山宿開きをし、露払いとして地元と近隣の児童園児達の母衣（ほろ）武者行列を先導に、神輿、花傘、太鼓などの露払いとして地元の児童園児達の母衣（ほろ）武者行列を先導に、神輿、花傘、太鼓などの御幸行列が、各山町の山車の曳き手も加わり巡行する。なお2021年（令和3年）まで、御幸行列の巡行は例大祭当日におこなわれていた。
土曜日の例大祭には、港町である伏木の市街地を、7基の花山車が各町揃いの法被姿の若衆によって「ア、イヤサー! イヤサー!」（万歳を意味する「弥栄」いやさかに由来）と威勢のいい掛け声のもと勇壮に曳き回される。昼の巡行が終了すると各曳山は山倉前に集まり、花笠や彫物などを外し、神座（御神体）を下ろし提灯山に衣替えし、18時40分頃より夜空をほのかに染めながら曳回され、2ヶ所で山車同士の激しいぶつけ合い「かっちゃ」が行われる。現在は一般的にけんか山と言われるが、以前は「勇みだし」、「勇み曳山」とも言われ、1974年（昭和49年）までポスターに使われている。
なお、伏木曳山祭（けんか山）は1985年（昭和60年）7月8日、高岡市の無形民俗文化財に指定されている。また2006年（平成18年）には、「とやまの文化財百選（とやまの祭り百選部門）」に選定されている。
2020年（令和2年）4月3日、新型コロナウイルス感染症の拡大を受け、関係諸団体はこの年の曳山の巡行などの中止を決定。翌2021年（令和3年）は、曳山巡行は巡行路を短縮し行い、かっちゃは長い歴史の中で初めて無観客で行う予定であったが、その後中止決定がなされ、日中の短縮巡行のみとなる。
2021年（令和3年）の祭礼までは、曜日にかかわらず5月14日が前夜祭、5月15日に本祭と日にちが固定されていたが、2022年（令和4年）の祭礼より、高岡市教育委員会の承認を経て、毎年5月の第3土曜日の開催とすることなった。神輿、曳山の曳き手の確保や、祭礼後の片付け等が翌日明け方までかかることから、今後平日開催は難しいと判断したものである。
2024年（令和6年）の祭礼では、同年1月1日に発生した能登半島地震の影響で法輪寺前と本町広場が液状化被害で「かっちゃ」の会場に使用出来ないことから、「かっちゃ」については会場を山倉前県道に変更し、さらに見物客用の駐車場や観覧スペースを確保出来ないため、無観客で開催されることになった。同祭実行委員会は高岡ケーブルネットワークの生中継やYouTubeの生配信を視聴するよう求めている。また、奉曳きは路面の隆起を受けた安全対策として、ルートを例年の約4分の1に縮小することになった。その一方で、母衣武者行列では女児が初めて参加している。

## 母衣（ほろ）武者行列
子供達が武者のいで立ちで神輿の露払いを行うもので、曳山と同じく約200年の歴史がある。この行列は昭和40年代初頭に一旦姿を消したが地元有志の協力により1981年（昭和56年）に復活した。現在は1999年（平成11年）に発足した「伏木母衣武者保存会」により行われている。近年は伏木小学校の2～6年生の児童、現在は伏木小学校のほか地元近隣の小学校、幼稚園、保育所の児童園児達12人により、よろいを着て母衣を担ぐ「大将」や弓と矢を持った「矢担ぎ（矢持ち）」、「やっこ」に扮して行進を行っている。

## 山車
明治時代に7基になる予定であった山車は、1880年（明治13年）の大火で、1864年（元治元年）創建の十七軒町（じゅうしちけんまち）の山車・御神体が、高欄の一部を除き焼失した後に、湊町（みなとまち）の山車が1892年（明治25年）に創建されたため7基揃わず6基であったが、2002年（平成14年）より十七軒町の山車再建に着手し、順次御神体、前立人形、鉾留を復元、2015年（平成27年）4月29日には135年振りに再建され、長きに渡り念願だった7基が揃った。
一番古い山車は中町のもので、1820年（文政3年）9月の創設であるが、それを遡ること39年前の1781年（天明元年）に、上町（かんまち）と本町（ほんまち）で御神体が製作されていたことが、御面像付け根の墨書きによりわかっている。
山車は高さ約8m、幅約2.2m、長さ10m以上、重さ約8tで、地車に鉾柱（心柱）を立て花傘を纏い、最大の特徴である、かっちゃで山車同士をぶつけ合うための付長手（つけながて）を前後に備えた花山車である。上山と下山（地山）の二層構造で上山中央の鉾柱（心柱）の上部には髭籠（ひげこ）といわれる竹籠を付け、その周りに3色の菊の造花を5個付けた割竹を放射状に広げた花傘の鉾山で、鉾柱（心柱）の先端にはだしといわれる鉾留が付いており、鉾柱のたもとの神座には七福神の御神体を供えている。また前立人形といわれるから操り人形が供えられている。高欄や後屏には桃山時代の特徴を備えた彫刻が施され、下山は柱の間に斜交い（はすかい）を用い、かっちゃ用の頑丈な造りとなっており、御簾（みす）を掛けたものと大幕（おおまく）が張られたものがある。下山内部には囃し方が乗り込むが、囃子には笛（篠笛）太鼓、鉦を用いる。車輪は4輪の大八車（外車）様式の輻車（やぐるま〔スポーク式〕）または板車で、接地面には焼き嵌めによって鉄輪が嵌められている。山車の前後には2人ずつ計4人の曳子頭が乗り、拍子木、笛などで山車の巡行、角回し、かっちゃの際指示を出す。
夜には、御神体人形を山車から下ろし各町の山宿に安置し、彫刻なども外し山車の周りに9ないし10段からなる約360張りもの丸提灯（1年365日に由来）、四隅には小田原提灯（四季に由来）を付けたかっちゃ仕様の提灯山となる。また以前は女人禁制だったが、2002年（平成14年）より女性も曳き手に加わった。ただし「かっちゃ」には大変危険なため加わることはない（但しかっちゃ会場への入退場には参加し、客席最前列で観覧している）。
2022年（令和4年）には、7町の全曳山が文化庁からの補助金5041万円を利用し、祭礼創設以来初めて揃って、曳山部材の一部新調や、修理を施したりした。
付長手（つけながて）
この山車最大の特徴であるかっちゃ用の付長手は「大砲」とも呼ばれ、先端に補強のため鉄輪がはめられた直径30〜40cm、長さ4.7mの樫の大木で、轅（ながえ）を介し山車の前後に計2本取付けられる。この付長手は毎年新しい物と交換するのだが、各町の人達が自ら山から樫の木を切りだし、形を考慮しながら加工し、ぶつけ合う先端には幅約5cm、厚さ2、3cmほどの鉄輪をはめ補強する。この付長手の取り付けは算段（さんだん）と呼ばれ、祭りに合わせ各町が一週間ほどかけ夜を徹して大量の藁縄のみを使用し、轅（ながえ）に渡した太い樫の横木何本かを用い下山（地山）に固定される。この縄の掛け方（固定方法）はかっちゃでぶつかった際、相手山への対有効性と、自山への衝撃吸収（衝撃・損傷回避）のバランスを考えながら固定する必要がある。そのため各町それぞれ工夫し特徴のある掛け方を行うが、最重要部分として機密事項となっており、部外者は作業を見ることはできない。この装備により山車は、優雅な花山の上山、そしてケンカ（かっちゃ）のために装甲車のような下山（地山）と、アンバランスな感じも大きな特徴といえ、見どころの一つとなっている。この付長手はもともと角回しをスムーズに行うための補助として取り付けられていたもので、現在も狭い四つ角などで若衆が豪快に山車を回し見どころの一つになっているが、かつて各町が次第にケンカ（かっちゃ）に有利になるように太く、長く丈夫なものにしていった。しかし、かっちゃでの各町間の不公平をなくすため、また角回しの際危険が生じるため、現在では長さを4.7m（下枕より突き出し長が2.3m）とすることや位置（高さ）などの基準を設けている。
なお、毎年山から切り出す樫の木は年々入手しにくくなっているため、伏木曳山保存会では将来の部材確保を願い、毎年伏木一宮神社の伏木ふれあいの杜内にある「かっちゃの森」にて毎年植樹を行なっている。なお付長手として利用するには植樹から50〜60年後となる。
「伏木コミュニティセンター」に展示されている、十七軒町の花山車の復元修復が2015年（平成27年）7月から行われ、石坂町の提灯山に続き湊町の曳山を展示することになり、2015年（平成27年）10月3日夜より港町曳山に付長手を取り付けたが、長い歴史の中で縄の掛け方が異なる6町が協力して取り付けを行ったのは初めてとなった。
※下記の町名は、現在の行政区画町名とは必ずしも一致しない。

### 中町（なかまち）〔旧中町〕
ひょうたん山車 - 1820年（文政3年）9月作
- だし（鉾留）: 千成瓢箪（せんなりひょうたん） 子孫萬代
- 神座（御神体）: 福禄寿 製作年不詳
- 前立人形（繰り人形）: 唐子（からこ）
- 後屏（鏡板）: 郝大通（せきだいつう）中国の仙人

### 上町（かんまち）
ささ山車 - 1824年（文政7年）秋作
- だし（鉾留）: 笹竜胆（ささりんどう） 延寿長生
- 神座（御神体）: 布袋 1781年（天明元年）作
- 前立人形（繰り人形）: 唐子
- 後屏（鏡板）: 黄石公（こうせきこう）と張良（ちょうりょう）

※上町の山車背面上部の縦30cm、横140cmの彩色を施した彫刻は、王羲之が蘭亭に名士を招いて宴を開き蘭亭序を執筆したとされる故事を元とした蘭亭曲水図を題材にしており、全国の山車や神輿に同題材で彫られたものとして5基目であり、なおかつ最古の物とみられることが岐阜高専名誉教授水野耕嗣の調査でわかった。これまで富山市八尾地区で行なわれている越中八尾曳山祭の上新町曳山をはじめ、滋賀県や奈良県など4基でこの彫刻が確認されているだけで、その中でも滋賀県の神輿に彫られたものが1843年（天保13年）制作として最古といわれていたが、今回確認された上町の山車は1824年（文政7年）に制作されており最古の物といえる。

### 本町（ほんまち）〔旧本町〕
がんがら山車 - 1841年（天保12年）作
- だし（鉾留）: 鈷鈴（これい） 宝来招福
- 神座（御神体）: 弁財天 1781年（天明元年）作
- 前立人形（繰り人形）: 和子三番叟（わこさんばそう）
- 後屏（鏡板）: 漢の武帝（ぶてい）

※当初｢浦町｣としていた本町は伏木で最も早く曳山を創建していたが、火災、波浪の影響で大工に支払う代金がなく、上町に替りに曳山を引き取ってもらったという言い伝えがある。災害を免れるために上町の東に移転した家が多数あるため、その場所を｢上の端（かんのはな）｣として現在の本町の山町として残っている。また、本町の曳山に伝承されている脇本流御囃子は｢きりこ｣や｢ときぞう｣など他町とは少し違った趣を感じさせる。前立人形の｢和子三番叟｣は神座の｢弁財天｣に合わせて作ったと見られ、神座と同じく唯一の女性の前立人形となっている。

### 寳路町（ほろまち）
せんまい山車 - 1841年（天保12年）作
- だし（鉾留）: 重ね千枚分銅（せんまいぶんどう） 富貴蓄財
- 神座（御神体）: 恵比寿 製作年不詳
- 前立人形（繰り人形）: 唐子
- 後屏（鏡板）: 西王母（せいおうぼ）

※曳山創建当初、家数は20数軒程しかなく昭和初期までは修理費用が嵩むために｢かっちゃ｣をあまりせず、一番先に山倉に格納する町内であったが、遊郭街であった｢玉川｣が寳路町に加わってからは資金の巡りが良くなり、現在では｢かっちゃ｣に力を特に入れている町内となっている。｢玉川｣が加わった時点で一時期｢寳玉町（ほうぎょくちょう）｣としていたが、現在では｢寳路町｣となっている。

### 石坂町（いっさかまち）
字山車 - 1860年（万延元年）5月作
- だし（鉾留）: 楷書の壽（じゅ）の字 不老長寿
- 神座（御神体）: 大黒天 1860年（万延元年）作
- 前立人形（繰り人形）: 唐子
- 後屏（鏡板）: 菊慈童（きくじどう）中国の故事

### 湊町（みなとまち）
ちょうちょう山車 - 1892年（明治25年）作
- だし（鉾留）: 胡蝶（こちょう） 財宝福徳
- 神座（御神体）: 毘沙門天 1901年（明治34年）作
- 前立人形（繰り人形）: 唐子
- 後屏（鏡板）: 黄石公（こうせきこう）と張良（ちょうりょう）

※現在の曳山を保持する前に舟山を持っていたが、火災により喪失。伏木では平成になってから復元された十七軒町を除き、1番新しい曳山である。｢ちょうちょう山車｣と呼ばれ、伏木で最も親しまれている曳山である。寳路町と同様、｢かっちゃ｣に力を入れている町内である。
※2022年（令和4年）4月には、1984年（昭和59年）以来の大規模な一部新調修理をおこなった。

### 十七軒町（じゅうしちけんちょう）
ほらがい山車
現在の山車は2代目で、初代は1864年（元治元年）作。1880年（明治13年）の大火にて高欄（欄間）の一部を除きほぼ焼失した。2代目は2015年（平成27年）4月29日、135年ぶりに一部部材を他町より譲り受け本体部分を復元し提灯山として再建。2016年（平成28年）3月13日には花山車として完全復元され「高岡伏木コミュニティセンター（伏木会館）」にて通年展示している。
- だし（鉾留）: 法螺貝（ほらがい） 未来永劫
  - 2015年（平成27年）3月下旬に復元。漆塗りの上に金箔を施している[20]。
- 神座（御神体）: 寿老人
  - 2004年（平成16年）に神座（御神体）の寿老人を復元。南砺市井波町の井波彫刻の作品である。
- 前立人形（繰り人形）:　唐子
  - 2008年（平成20年）に復元。胴体の一部は石坂町より譲り受けたものである。
- 後屏（鏡板）: 鶴と亀を題材にした井波彫刻の作品である。

※焼失を逃れた初代の高欄（欄間彫刻）の一部は、伏木小学校の学校博物館で保存されていたものである。
※四神獣、獅子、鶴の彫物は港町より、車輪は上町より譲り受けたもので、その他中町、本町、寳路町より一部部材を譲り受けた。

## 小判撒きと絵馬奉納
昔、北前船で栄えた伏木には隆盛を極めた廻船問屋が多くあり、祭礼には廻船問屋や料亭、遊廓にて酒宴を開き、曳山が通ると2階より小判を撒いていたといわれ、2002年（平成14年）より「廻船問屋十七軒町」として正午ごろ伏木駅前に曳山6基が集まり、紙製のレプリカ小判や紅白の餅などを曳山の上から撒いて往時の再現している。また廻船問屋が航海の安全を祈願し絵馬を伏木神社に奉納していたことから、14時ごろ伏木湊町の金毘羅神社にて絵馬の奉納を行なっている。

## かっちゃ（かっちゃい）
「かっちゃ」（かち合いが変化したもの）は明治時代後半頃から行われたと推測され、元々は他町の山車が進路の邪魔をするのを、力ずくで山車をぶつけて壊してでも自分達の山車の進路を確保しようとぶつけ合いが行われていた。また1946年（昭和21年）から十数年間は昼間の花山車でも行われていた。しかし大変危険なため、現在では場所と時間を決め、本町広場と法輪寺前の2会場に十七軒町を除く6基が3基ずつに分かれ、19時30分頃と22時30分頃から行われている。なお本町広場には、2015年（平成27年）より有料観覧席（約390席）が設けられた。
夜となり提灯山に灯がともり男達の興奮と熱気が最高潮に達しようとした頃、かっちゃが始まる。山鹿流陣太鼓の囃子が鳴る中両総代の合図により、40–50mほど距離を置いた各町の8t程もある山車に繋がれた縄を走りながら引き、付長手の先端同士、時には横に少しずらし付長手を支える木にぶつけあう。ドォーンという大きな音と共に地響きが起き、提灯が大きく揺れ、大歓声が湧き立つ。時に後輪さえも浮くさまは、勇壮かつ港町の男達の心意気が溢れ祭りは最高潮に達する。何度かぶつけ合うと、各町の責任者である「総代」同士が付長手の上に立ち、「あと何回」と話し合うが、その際に観客から「もっとやれ!」等とヤジが飛ぶのも風物詩の一つであり、お互いに納得し各曳山総代が握手を交わすまで多い時は10回以上続けられることもある。けんかやまといわれることや、総代同士が付長手の上で、まだまだやる、いや、やめておこうと話しているそぶりからも、『ケンカ』のイメージが強く、勝ち負けがあるように思われがちだが、現在は勝敗制度はない。
現在では対戦方式は総当たり戦で、どの町内といつ対戦するかは組み合わせ抽選で決めている。しかし過去には、石坂町・湊町という比較的新しい町 対 その他の旧来の町、という対戦だった。かっちゃ会場2か所に対して、石坂町と湊町がわかれ、残りの旧町は、2基ずつにわかれ、各会場に出向き、石坂町もしくは湊町と対戦していた。当時は、石坂町と湊町は必ず二町内と対戦せねばならず、そのため他の町内より人もたくさん集め壊れにくくするために重くしているのではないかといわれていた。近年の人口減少と、他町内が重量を重くしたりする関係で不公平という見方から総当たり戦へと変更して行った。また、新旧ライバルという関係図が長く続いたため、過去にはゴールデンウィークあたりに実施される倉出し（いったん山車を倉から出す事前イベント）が終了すると、山倉（山車を格納しておく倉庫）に各町内の山車が戻らず、各町内の公民館前などに駐留させ、当日まで（大体10日程度）道路で山を作っていた過去がある。交通の妨げや、文化財盗難の危険が0とは言えないため1991年（平成3年）11月に山倉を移転、新築した際より基本的には山倉で当日まで作業をすることになったが、先述の比較的新しい町内に当たる石坂町と湊町はそれから数年間はそれでも自町内へ持ち帰っていたこともある。

## かっちゃ特別余興
祭礼以外また町外で行われたかっちゃ
- 2007年（平成19年）8月11日 「金沢ゆめ街道2007」 金沢市中心部［北國新聞社前］（湊町VS上町） 花山車の展示と曳き回しも行われた。
- 2009年（平成21年）8月2日 伏木港開港110周年記念「伏木港まつり」 伏木港事務所前（上町VS本町） 山車の展示と花山車ならびに提灯山の曳き回しも行われた。
- 2009年（平成21年）9月13日 高岡開町400年記念イベント「高岡開町まつり」 JR高岡駅前［市営高岡中央駐車場前］（寳路町VS中町）
- 2019年（令和元年）7月27日 伏木港開港120周年記念イベント「伏木港まつり」伏木港事務所前（本町VS中町）多数イベントが用意される予定だったが、台風6号の影響により中止。

## 記念大祭
2013年（平成25年）9月7日には、氏神である伏木神社鎮座1280年、遷宮200年、遷宮に合わせ始まったとされる曳山の発祥200年を迎え記念大祭が行なわれ、12時より梯子乗り奉納、伏木相撲甚句奉納、伏木相撲力士土俵入り、太鼓台行列、獅子舞、夕刻18時より母衣武者行列、御神輿渡御、曳山奉曳、曳山囃子奉納などの奉祝記念行事が境内、町中心部で執り行なわれた。

## 十七軒町の山車再建と山車展示施設（高岡市伏木コミュニティセンター）
高岡市は2013年（平成25年）5月30日に、県有地である伏木湊町の伏木港湾緑地に、現在の高岡市役所伏木支所と、伏木図書館を移転し入居する「伏木コミュニティセンター」を建設し、伏木の山車を展示する吹き抜けスペースを設けると発表した。
また2002年（平成14年）に設立した「伏木曳山祭実行委員会」は、1880年（明治13年）の伏木の大火で焼失した、十七軒町の山車に供えられていたと伝わる、神座（御神体）の寿老人を2004年（平成16年）に、前立人形（繰り人形）の唐子を2008年（平成20年）に復元したが、山車本体については、2008年（平成20年）より再興委員会を設け本格的な準備を進め、2013年（平成25年）12月27日には、山車本体復元の着手と、完成後は「伏木コミュニティセンター」での展示を正式発表した。復元する山車は提灯山とし、旧材を活用するため、他の山町や町民に使用しなくなった山車の部材の提供を依頼し、上町より車輪、湊町より彫り物、伏木小学校にて保存されていた焼失を逃れた高欄（欄間）等の提供を受けた。他の部材は欅材を購入し制作に充てるとした。
2015年（平成27年）3月下旬には、山車のシンボルといえる鉾留を、同じく法螺貝を鉾留として掲げる放生津（新湊）曳山の新町のものを参考に制作し復元。同年4月23日には山車の地山（高欄まで）が完成、4月29日には、鉾留や新たに制作した提灯を取り付け、135年振りに夜の山車である提灯山として再建、「伏木コミュニティセンター」に搬入され、5月3日に竣工し5月7日に開館した同センターにて展示を開始した。なお山倉を兼ねる展示室の、高さ9.9m、幅4.5mの扉外側には、十七軒町の文字と、御神体の寿老人と鉾留の法螺貝の絵が描かれている。
その後同委員会は、2015年度中に花山車としての復元や、付長手の取り付けを予定し、2015年（平成27年）7月より復元修復に取り掛かり、2016年（平成28年）3月13日に花山車が完成、2016年（平成28年）4月6日には既存の6町内が協力し、「けんか山」のシンボルである長さ4.7mの付長手を前後に縄によって取付け、十七軒町の山車復元がすべて終了し、4月8日より再び同センターでお披露目となり通年展示されている。なお、修復中は他町の曳山を交代で展示していた。
また、2016年（平成28年）以降、この山車を曳く山町を新たに結成し、祭礼での巡行を検討していたが、2015年（平成27年）11月8日に「十七軒町曳山保存会」が結成され、2016年（平成28年）5月3日の試し曳き、祭礼前日の宵山ライトアップにも加わり、祭礼当日は夜の曳き回しと「かっちゃ」には参加しないが、出発式、昼の曳き回し、小判撒きなどの行事に参加し復活を祝い。現在も続いている。

## その他
- 高岡商工会議所伏木支所には7基のミニチュア山車が展示されている。高さ約１m（本物の約7分の1）の精巧に作られた山車で、高岡市国分の市民が約15年前より製作し、2016年（平成28年）12月に寄贈されたものである[39]。
- 地元ケーブルテレビの高岡ケーブルネットワークでは夜に行われる「かっちゃ」を生中継で放映し、県内の各ケーブルテレビ局にも配信される。